# Juan Carlos Rousselot
Juan Carlos Rousselot (Árbol Solo, Departamento Tapenagá, Chaco, 24 de junio de 1935 - Buenos Aires, 8 de julio de 2010) fue un periodista, locutor, presentador de televisión y político argentino afiliado al Partido Justicialista. Tres veces electo intendente del Partido de Morón, en la zona oeste del Gran Buenos Aires, fue destituido en dos oportunidades por acusaciones de corrupción.

## Biografía
Estuvo casado y tuvo un hijo, Julián Rousselot, que incursionaría en la política en 2010, después de la muerte de su padre desde el  mundo sindical, apadrinado por Luis Barrionuevo, y posteriormente tras un acercamiento a Sergio Bergman pasaría a ser funcionario del gobierno de Cambiemos.

### En los medios
A los 18 años Rousselot cubrió una vacante como locutor en una radio de su provincia natal. En 1958 se trasladó a Buenos Aires y se incorporó a Radio El Mundo.
En televisión se desempeñó como periodista deportivo y relator, tanto de fútbol como de boxeo. Durante su paso por el viejo Canal 11 relató en vivo y en directo la transmisión de la llegada del hombre a la Luna, el 20 de julio de 1969. Fue director de Canal 7 entre mayo y agosto de 1975.
Regresó a la televisión en 1983, luego de que la Secretaría de Información Pública le informara por escrito que no existía constancia alguna que prohibiera su desempeño en radios y canales de televisión. En ese año volvió a conducir, durante algunas temporadas, el noticiero de Canal 11.
Su último trabajo radial fue como conductor del programa "Libre expresión", por Radio Magna de Buenos Aires, siendo la voz institucional de la emisora.

## Primer período en la intendencia de Morón (1987-1989)
Después de la vuelta a la democracia, se postuló como candidato a intendente del Morón por el Partido Justicialista en las elecciones legislativas de 1987, obteniendo el cargo por un amplio margen. Se alineó entonces a la corriente renovadora del justicialismo y apoyó en las internas del partido al entonces gobernador de La Rioja, Carlos Saúl Menem, quien resultó ser electo candidato a presidente imponiéndose sobre Antonio Cafiero, gobernador de Buenos Aires en ese momento. 
Para esa inédita elección interna del justicialismo (a distrito único en todo el país), Menem estuvo cerca de designar a Rousselot como su candidato a vice en la fórmula, pero la elección que hizo Cafiero de José Manuel de la Sota para acompañarlo, hizo que  Menem se inclinara finalmente por Eduardo Duhalde, considerado como un dirigente de centro izquierda en esa época.
Rousselot, amigo personal de Menem, apoyó su candidatura presidencial, integrando el grupo conocido como Los Doce Apóstoles que respaldaba al riojano y del cual eran parte Luis Barrionuevo, César Arias, Alberto Kohan, Raúl Granillo Ocampo y Eduardo Bauzá, entre otros. Menem resultó vencedor en las elecciones presidenciales de 1989. 
Ese año, Rousselot, en franco enfrentamiento con concejales de la línea interna opositora, fue destituido de su cargo  por haber adjudicado sin licitación un plan de cloacas en el municipio.

### «Las cloacas de Rousselot»
En diciembre de 1988, Rousselot lanza el «Plan Cloacal Morón», para construir una red cloacal en el distrito por un costo de cuatrocientos millones de dólares, que alcanzarían los mil millones tras la financiación. Con esos fondos el Grupo Macri planeaba construir una planta de tratamiento de líquidos cloacales para servir también a los municipios de Tres de Febrero, San Martín, General Sarmiento, Tigre, San Fernando y San Isidro. En marzo de 1989, se firma el contrato entre la municipalidad y la empresa SIDECO, dirigida en ese momento por Mauricio Macri Gerente General de la empresa por aquel entonces. A los 70 días, el Concejo Deliberante lo rechazó debido a las excesivas tarifas, la celeridad en el proceso de contratación y la falta de un concurso de ofertas para cubrir la obra. Estas irregularidades llevaron a que en ese mismo año fuese destituido por el Honorable Concejo Deliberante del Partido de Morón. Por esta causa quedó detenido por malversación de fondos públicos, mientras era investigado paralelamente por el fracasado intento de traspasar, sin autorización, el Hospital Municipal al derruido Casino de Suboficiales de la ex VII Brigada Aérea de Morón.

## Segundo y tercer período en la intendencia de Morón (1991-1999)
En una sucesión de reposiciones en su cargo por parte de la Justicia, renunció para presentarse de nuevo como candidato en las elecciones para el siguiente período, las que ganó. Este caso sentó jurisprudencia a nivel federal poniéndose fin a las destituciones de jefes comunales con origen en conflictos políticos sin que medie una medida judicial firme. Logró ser reelecto en forma consecutiva en 1991 y 1995. Fue destituido por segunda vez en 1999, responsabilizado por hechos de corrupción administrativa durante sus gestiones. Rousselot se defendió argumentando que su destitución se debía a las internas del Partido Justicialista, entre Menem y Duhalde. Rousselot fue dos veces destituido como intendente y llegó a tener una condena judicial en su contra en un caso por el que estuvo poco tiempo preso. Quedó en el imaginario colectivo como uno de los exponentes de la corrupción.